# أوتوكمبو
أوتوكمبو (Outokumpu) هي شركة فنلندية مقرها في هلسنكي ومتخصصة في إنتاج المعادن والفلزات والسبائك، وتعد رائدة في إنتاج الفولاذ على مستوى العالم.
تأسست الشركة في سنة 1914، ويعمل فيها قرابة 10 آلاف موظف من مختلف الجنسيات، وللحكومة الفنلندية نصيب من الأسهم فيها بحوالي الربع (26.6%). من أشهر ما ينسب إلى الشركة ابتكارها لتقنية الصهر الومضي في إنتاج النحاس، والمتميزة بكفاءتها.